# 49 Кита
49 Кита (лат. 49 Ceti) — звезда, которая находится в созвездии Кит на расстоянии около 189 световых лет от нас. У звезды обнаружен пылевой диск.

## Характеристики
49 Кита — молодая белая звезда, карлик главной последовательности возрастом около 61 миллиона лет. Впервые в астрономической литературе упоминается в каталоге Флемстида, изданном в 1725 году. По массе она превосходит Солнце в 2,17 раза. Температура поверхности звезды составляет около 9500 кельвинов. Вокруг звезды обращается пылевой диск диаметром 48,8 а. е. В 2013 году астрономы из Калифорнийского университета опубликовали доклад об открытии кометы в данной системе. Наблюдения проводились с 2010 по 2012 год с помощью телескопа обсерватории МакДональда в Техасе.